# Donald Johanson
Donald Carl Johanson (sinh ngày 28 tháng 6 năm 1943) là một nhà nhân chủng học người Mỹ. Ông được biết đến khi khám phóa hóa thạch của một nữ tông Người australopithecine được biết đến với tên gọi "Lucy" tại một hẻm núi ở Hadar phía bắc Ethiopia vào năm 1974.